# Catalina Pérez Castaño
Catalina Itatí Pérez Castaño (16 de febrero de 1989) es una futbolista argentina que se desempeñó como defensa. Participó en la Copa Mundial Femenina de Fútbol de 2007 y fue parte del plantel argentino que ganó el Sudamericano de 2006. A nivel de clubes, fue campeona en más de una oportunidad jugando en River Plate y también en Boca Juniors.

## Trayectoria
Con River Plate fue campeona en los torneos Clausura 2009 y Clausura 2010 de la Primera División A. 
Posteriormente jugó en Boca Juniors, equipo con el que salió campeona tres veces consecutivas, ganando los torneos Apertura 2012, Clausura 2013 e Inicial 2013, y con el que disputó las Copas Libertadores de 2012, 2013 y 2014.

En 2017 pasó a ser jugadora del Club Atlético Platense.

## Selección nacional
En 2004 compitió en el Campeonato Sudamericano Femenino Sub-19 de 2004 marcando el único gol argentino en dicha competición.
En 2006 formó parte de la selección argentina que ganó el Campeonato Sudamericano Femenino de 2006, disputado en Mar del Plata, conquistando el primer título de importancia en la historia del seleccionado nacional. Ese mismo año también participó del Sudamericano sub-20 en Chile y de la Copa Mundial sub-20 celebrada en Rusia.
El torneo más importante en el que participó con la selección mayor fue la Copa Mundial Femenina de Fútbol de 2007 disputada en China. En ese mismo año había participado previamente de los Juegos Panamericanos de 2007 en Río de Janeiro.
También estuvo entre las convocadas para la Copa Mundial Sub-20 de 2008 y preseleccionada para los Juegos Olímpicos de Pekín de ese mismo año, pero en ese momento todavía se estaba rehabilitando de una lesión de ligamentos cruzados en la rodilla por la que fue operada.
En 2010 fue nuevamente convocada a la selección para disputar el Campeonato Sudamericano Femenino de 2010 celebrado en Ecuador.

### Participaciones en Copas del Mundo
| Torneo               | Sede  | Resultado    | Partidos | Goles | Asistencias |
| -------------------- | ----- | ------------ | -------- | ----- | ----------- |
| Copa Mundial de 2007 | China | Primera fase | 2        | 0     | 0           |

## Palmarés

### Campeonatos nacionales
| Título             | Club         | País      | Año  |
| ------------------ | ------------ | --------- | ---- |
| Primera División A | River Plate  | Argentina | 2009 |
| Primera División A | River Plate  | Argentina | 2010 |
| Primera División A | Boca Juniors | Argentina | 2012 |
| Primera División A | Boca Juniors | Argentina | 2013 |
| Primera División A | Boca Juniors | Argentina | 2013 |

### Campeonatos internacionales
| Título                  | Equipo              | País      | Año  |
| ----------------------- | ------------------- | --------- | ---- |
| Campeonato Sudamericano | Selección Argentina | Argentina | 2006 |